# شهرستان فرانکلین (آیداهو)
شهرستان فرانکلین، آیداهو (به انگلیسی: Franklin County, Idaho) یک سکونتگاه مسکونی در ایالات متحده آمریکا است که در آیداهو واقع شده‌است.

## خصوصیات
شهرستان فرانکلین ۱٬۷۳۰٫۱۲ کیلومترمربع مساحت دارد.